# Final Fantasy Explorers
Final Fantasy Explorers est un jeu vidéo de type action-RPG développé par Racjin et édité par Square Enix, sorti en 2014 sur Nintendo 3DS.

## Système de jeu
Final Fantasy Explorers est un jeu de chasse de monstres, un peu comme Monster Hunter. Le joueur crée un personnage masculin ou féminin et choisit une classe de départ. Le but est d'aller chasser des monstres connus de l'univers Final Fantasy pour améliorer vos armes et armures et ainsi devenir toujours plus puissant pour atteindre le monstre final.

## Accueil
- Jeuxvideo.com : 15/20[1]